# Мышков, Николай Гордеевич
Николай Гордеевич Мышков (26 ноября 1894, село Каменный Брод Славяносербского уезда Екатеринославской губернии ныне в составе города Луганска Луганской области — 26 ноября 1937, Москва) — украинский советский хозяйственный деятель, председатель Одесского и Луганского окружных исполкомов, начальник строительства Харьковского тракторного завода, начальник «Магнитострой». Член ЦК КП(б)У в июне 1930 — январе 1934

## Биография
Родился в бедной многодетной семье слесаря. Окончил четырёхлетнюю сельскую школу.
С 1907 года — печник, кровельщик. В 1910—1918 годах — рабочий-медник паровозостроительного завода Гартмана в Луганске. С 1911 года занимался революционной деятельностью, с 1915 года осуществлял сбор денег для пополнения партийной кассы.
Член РСДРП (б) с апреля 1917 года.
С 1917 года — член правления профсоюзной организации завода Гартмана. Входил в боевую организацию народного вооружения на заводе, возглавлял общественный комитет. С ноября 1917 года — начальник хозяйственного отдела паровозостроительного завода Гартмана. В апреле 1918 года руководил эвакуацией ценных грузов завода под Курск.
С июня 1918 года — заместитель председателя чрезвычайной комиссии (ЧК) станции Беленихино Курской губернии. Затем — в Красной Армии. В 1918 году участвовал в боевых действиях в составе 10-й армии РККА, руководил Белгородской ЧК.
В 1919 году — председатель революционного трибунала полевого штаба командарма Ворошилова, председатель революционного трибунала 1-й армии, член исполнительного комитета Подольской совета Московской губернии.
В марте — мае 1919 года — председатель Луганского городского совета и горисполкома, руководитель обороны Луганска. Затем — председатель революционного трибунала 1-й Конной армии.
В феврале — апреле 1920 года — председатель Луганского уездного революционного комитета. В апреле — мае 1920 года — председатель исполнительного комитета Луганского районного совета, председатель Луганского городского совета.
С июля 1920 года — заведующий Донецкого губернского отдела юстиции, член президиума Донецкого губернского исполнительного комитета, заведующий Донецкого губернского отдела управления.
С августа по декабрь 1920 года — на ответственной работе на Луганском паровозостроительном заводе имени Октябрьской революции, затем отозван на пост заместителя председателя исполнительного комитета Луганского районного совета.
С января 1921 по 1923 год — председатель исполнительного комитета Луганского уездного совета, член президиума Донецкого губернского исполнительного комитета. С 1922 года также председатель Луганского уездного комитета помощи голодающим и председатель Луганского уездного экономического совещания.
В 1923 — апреле 1924 года — председатель исполнительного комитета Луганского окружного совета.
С 1924 года — заместитель председателя Донецкого губернского исполнительного комитета. В 1925 году окончил курсы при ЦК КП(б)У.
11 июня — 17 ноября 1925 — председатель исполнительного комитета Луганского окружного совета.
В 1925—1927 годах — председатель исполнительного комитета Одесского окружного совета.
В 1927—1929 годах — начальник металлопромышленного отдела и заместитель председателя Высшего совета народного хозяйства (ВСНХ) Украинской ССР. В 1929—1930 годах — заместитель председателя правления «Южстали».
В 1930—1931 годах — начальник строительства Харьковского тракторного завода.
В 1931—1932 годах — председатель правления треста (объединения) «Сталь». В 1932—1933 годах — заместитель начальника Главного управления металлургической промышленности Высшего совета народного хозяйства (ВСНХ) СССР, член коллегии Народного комиссариата тяжелой промышленности СССР.
В январе — августе 1933 года — начальник строительства («Магнитострой») и директор Магнитогорского металлургического комбината на Урале. Руководил пуском в эксплуатацию коксовой батареи № 5, блюминга, мартеновской печи № 2.
С 1933 года — заместитель начальника и начальник Главного управления транспортного машиностроения Народного комиссариата тяжелой промышленности СССР.
В 1935 — сентябре 1937 года — заместитель народного комиссара легкой промышленности СССР.
3 октября 1937 арестован органами НКВД. 26 ноября 1937 расстрелян и похоронен на Донском кладбище Москвы. Посмертно реабилитирован 24 декабря 1955.

## Награды
- орден Ленина (1932)